# Comuna Lipețchi, Bârzula
Lipețchi (în ucraineană Липецьке, transliterat: Lîpețke) este o comună în raionul Bârzula, regiunea Odesa, Ucraina, formată din satele Cazbec și Lipețchi (reședința).

## Demografie
Componența lingvistică a comunei Lipețchi
     Română (89,51%)
     Rusă (5,49%)
     Ucraineană (4,69%)
     Alte limbi (0,13%)
Conform recensământului din 2001, majoritatea populației comunei Lipețchi era vorbitoare de română (89,51%), existând în minoritate și vorbitori de rusă (5,49%) și ucraineană (4,69%).